# Pappenheimové
Pappenheimové (německy Grafen zu Pappenheim / hrabata z Pappenheimu) byli starobylý šlechtický hraběcí rod, který se řadil mezi francko-švábskou vysokou šlechtu. Linie císařského válečníka Gottfrieda Jindřicha z Pappenheimu, krátce žila také v Čechách.
Do současnosti žije alesheimská linie rodu. Potomci dalších linií žijí v Bavorsku, Švýcarsku a Rakousku.

## Historie rodu

Hrad Pappenheim

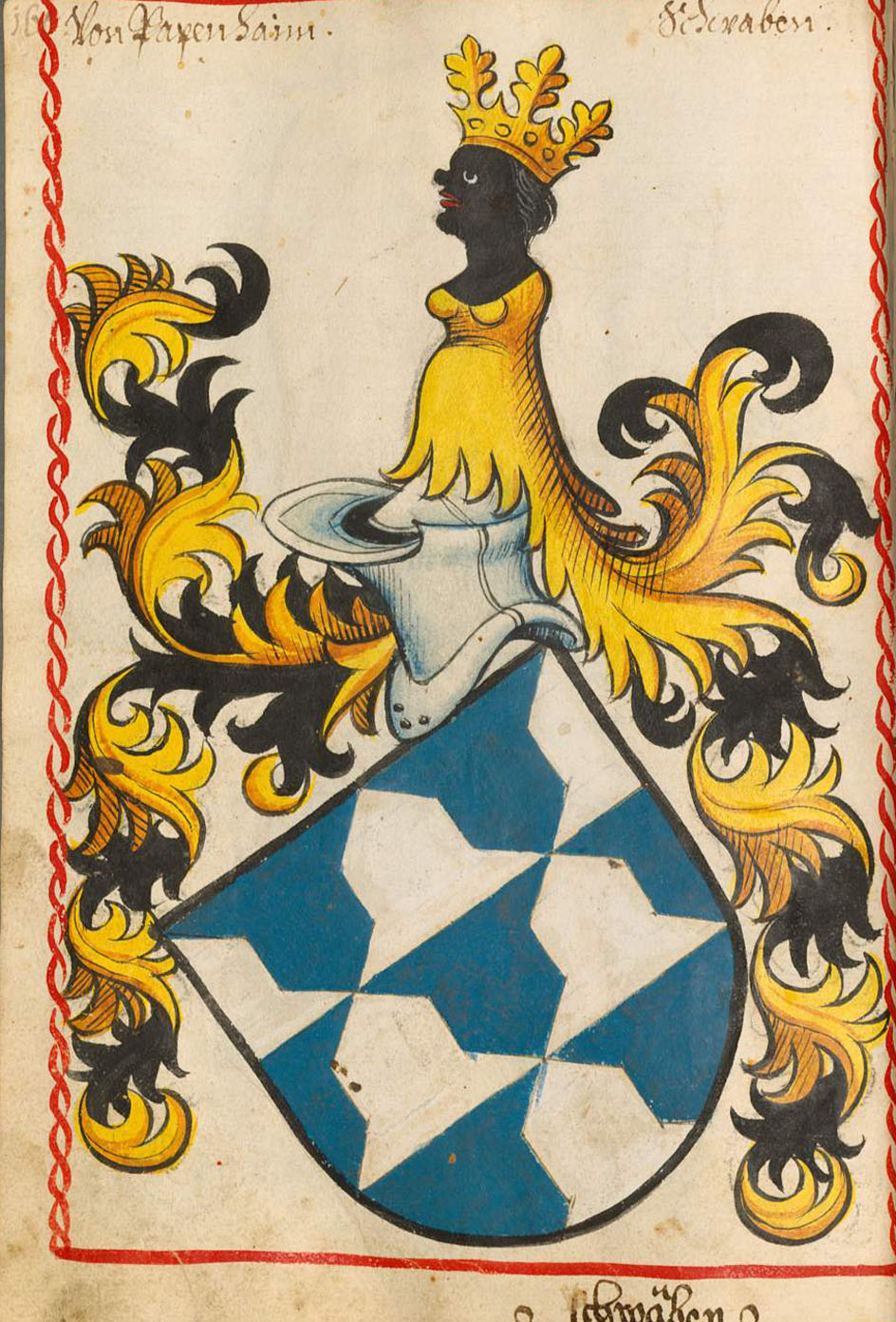
Starší podoba rodového erbu Pappenheimů ze Scheiblerova erbovníku

Pappenheimové odvozovali svůj původ od města Pappenheim, kde předkové rodu byli ministeriály štaufské panovnické dynastie Svaté říše římské. Prvním doloženým členem rodu je Heinrich Haupt (Henricus Caput) ze suity císaře Jindřicha V., jenž je poprvé zmíněn v roce 1111. V letech 1138–1147 je zmiňován jistý Henricus de Pappenheim, od roku 1141 jako maršál.
Zřejmě nejznámějším příslušníkem tohoto rodu byl Gottfried Jindřich (1594–1632), syn luterána Víta z Pappenheimu (1535–1600) a jeho druhé ženy, katoličky Marie Salome von Preising-Kopfsburg, pozdější katolický generál a polní maršál, účastník bitvy na Bílé hoře. Byl smrtelně zraněn během bitvy u Lützenu a převezen do Prahy. Na následky zranění zemřel a byl pohřben ve Strahovském klášteře.
Rodový hrad Pappenheim přešel po smrti hraběte Ludvíka z Pappenheimu, jímž v roce 1960 vyhasla hlavní rodová linie po meči, jako dědictví na jeho dceru Uršulu z Pappenheimu (1926–2018). Po její smrti přešel v dědické linii hrad na rytířský rod Egloffsteinů, kteří spravují většinu někdejšího majetku Pappenheimů.

### Úslovío Pappenheimských
Přenesené označení pappenheimští se užívalo pro jezdce Gottfrieda Jindřicha z Pappenheimu. V Schillerově tragédii Valdštejnova smrt pronáší Albrecht z Valdštejna větu: „Daran erkenn’ ich meine Pappenheimer,“ což se do češtiny překládá jako: „Tak ve vás poznávám své pappenheimské,“ čímž se Valdštejn snažil Pappenheimovým vojákům lichotit před jejich zradou. V češtině a v dalších jazycích ale získalo pozměněné spojení postupně negativní nádech. Úsloví „Známe svoje pappenheimské“ vyjadřuje přesvědčení mluvčího, že ho „jeho lidi“ ničím pozitivním nepřekvapí, nebo spíše zklamou, jako už dříve.

## Význační členové rodu
- Vít z Pappenheimu (1535–1600), maršál Svaté říše římské
- Gottfried Jindřich z Pappenheimu (1594-1632), císařský generál a polní maršál
- Karel Teodor z Pappenheimu (1771-1853), bavorský královský generál
- Albert z Pappenheimu (1777-1860), bavorský královský generál, spisovatel a politik

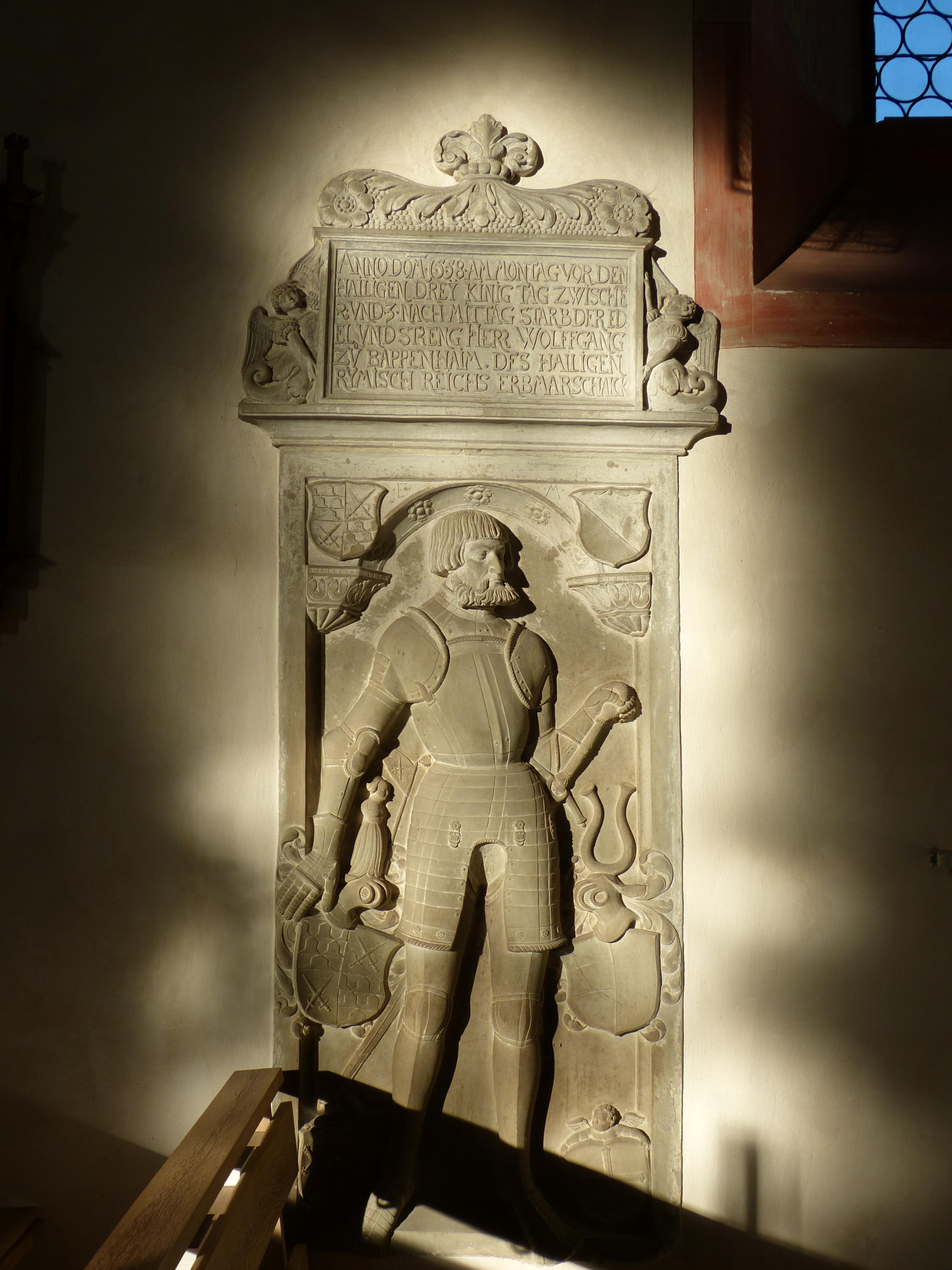
Wolfgang z Pappenheimu (1539–1558)
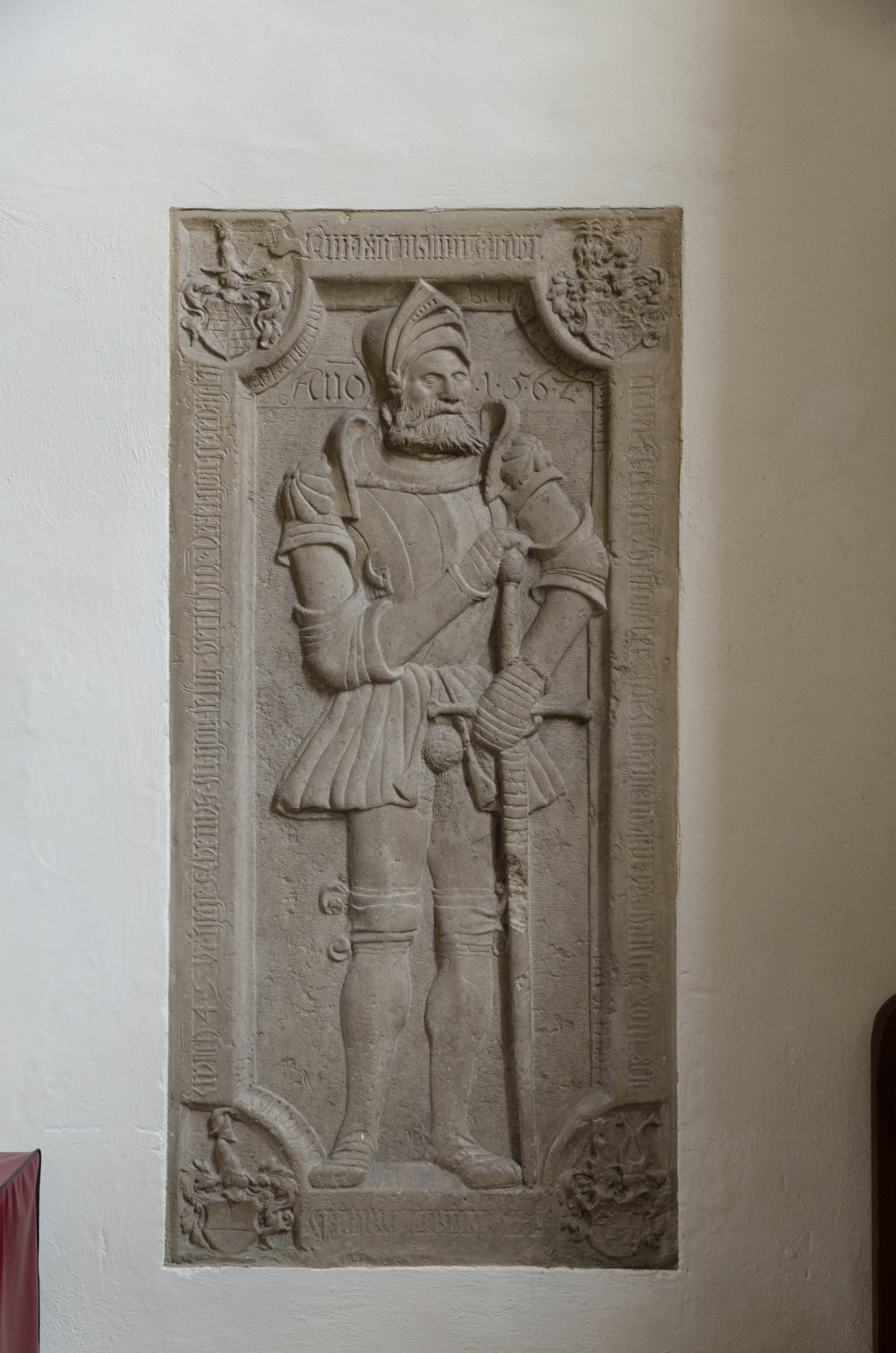
Kryštof z Pappenheimu (1558–1562)
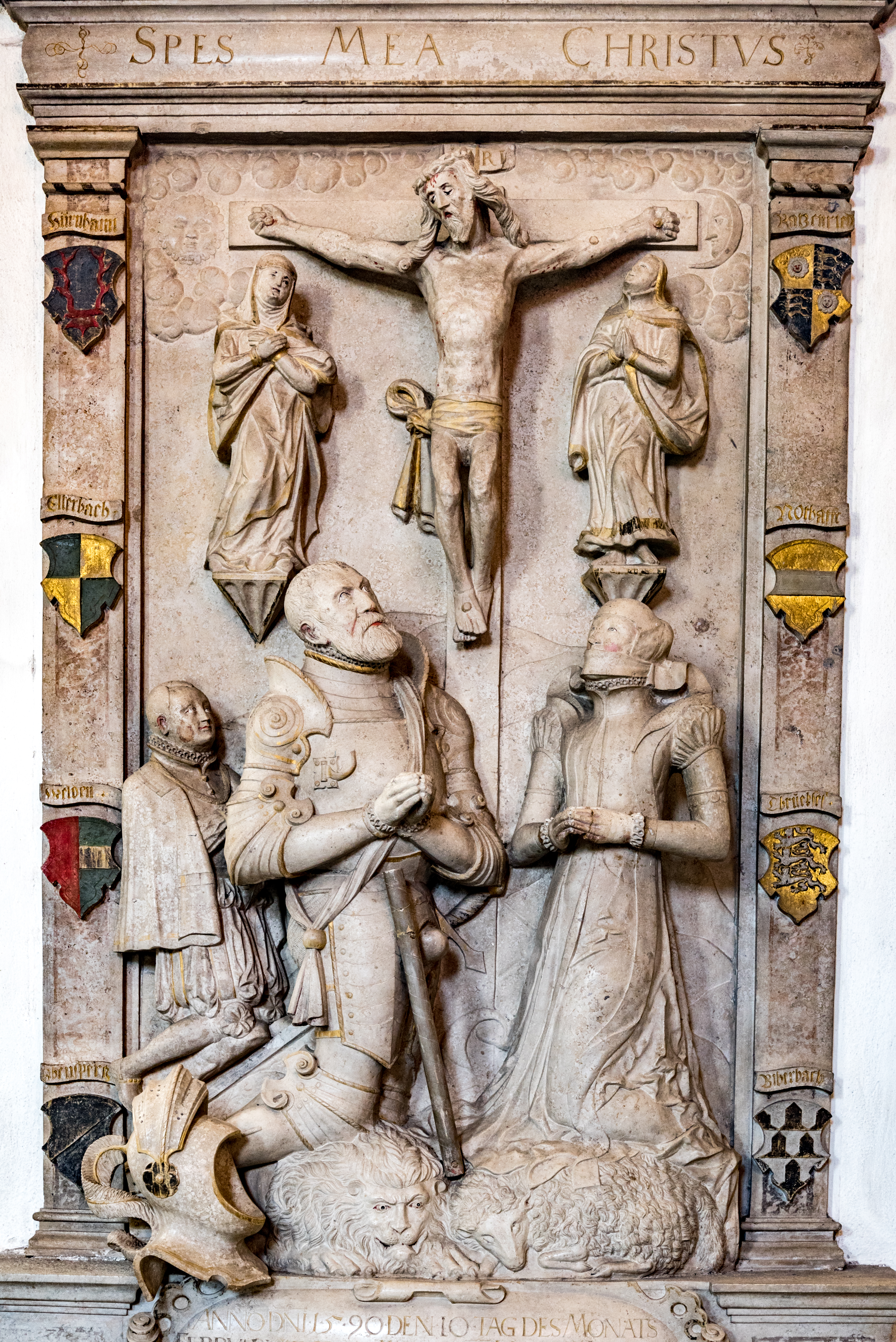
Jindřich z Pappenheimu (1562–1590)
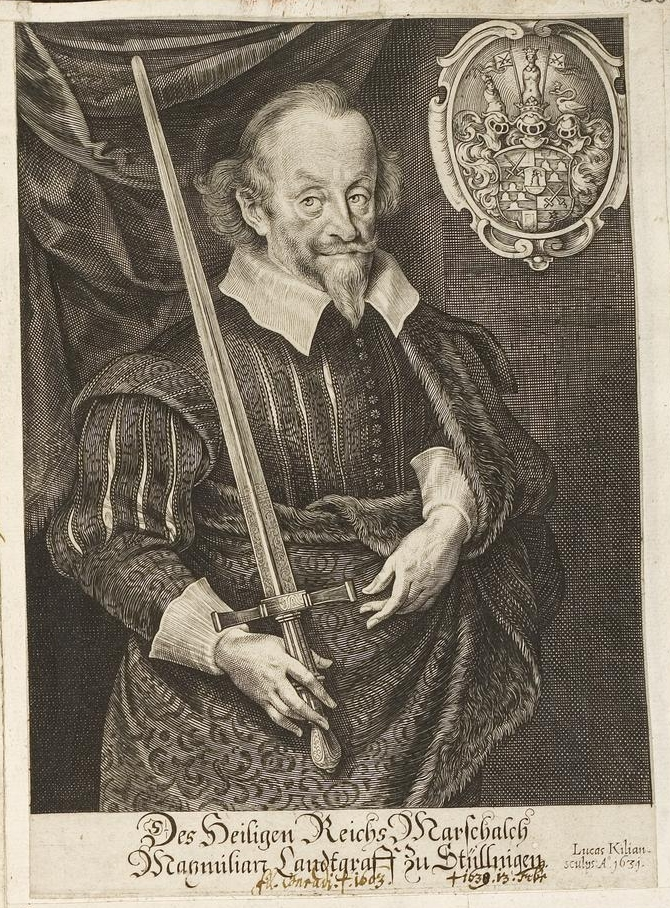
Maxmilián z Pappenheimu (1635–1639)
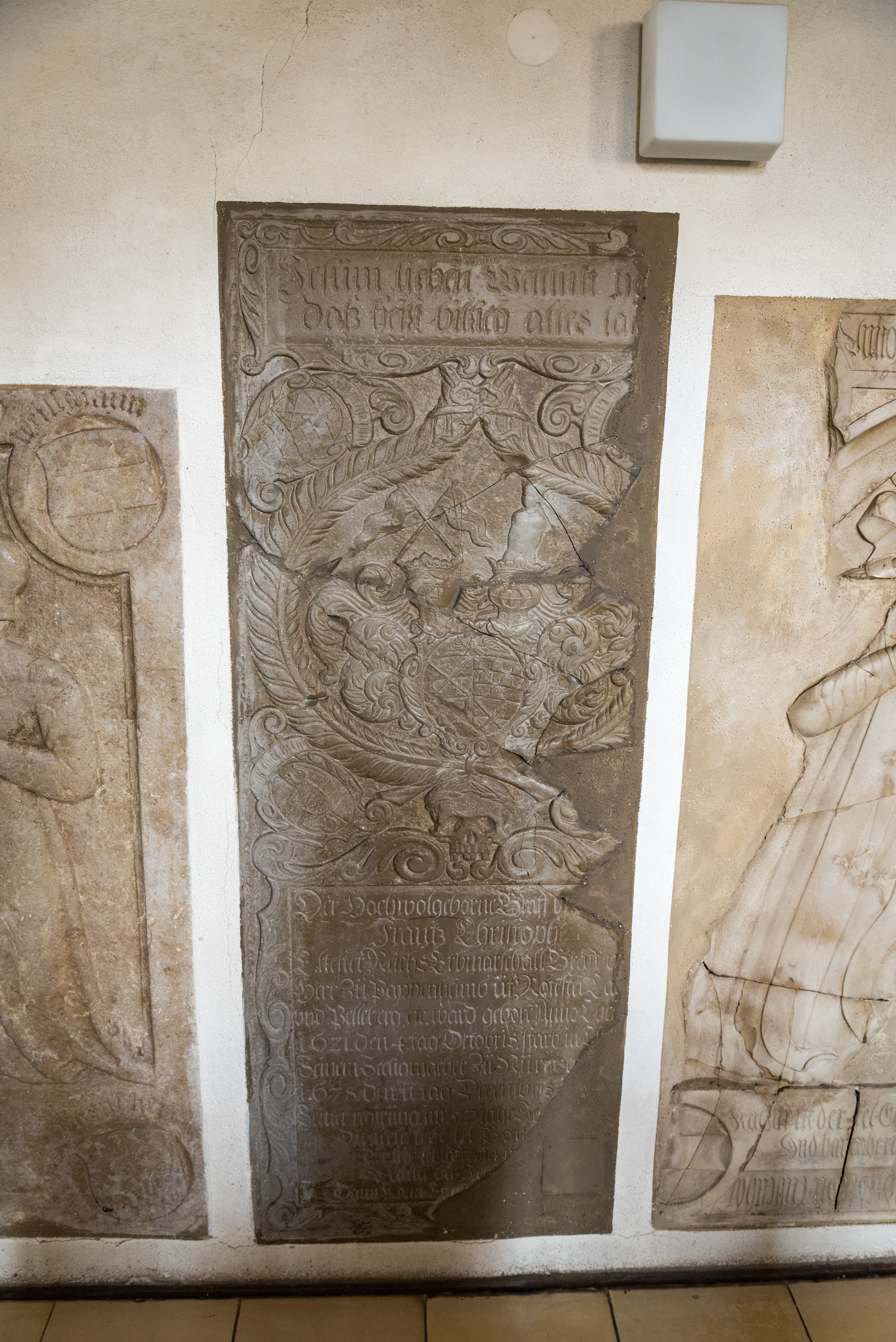
František Kryštof z Pappenheimu (1671–1678)
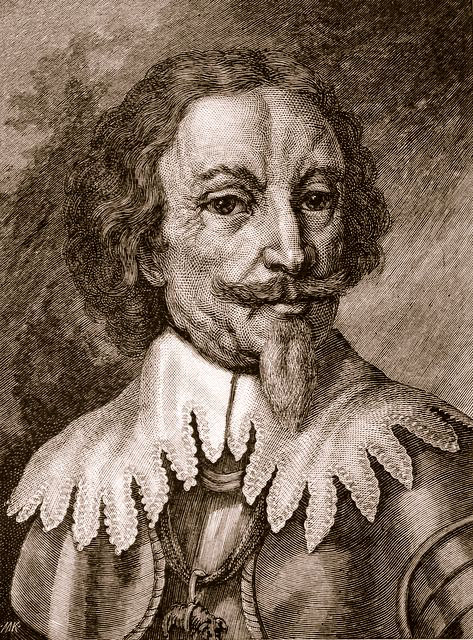
Gottfried Jindřich z Pappenheimu